# إيفان أ. ديفيس
إيفان أ. ديفيس (بالإنجليزية: Evan A. Davis)‏ هو محامي أمريكي، ولد في عقد 1940 في غرينيتش في الولايات المتحدة.